# 张迎红
张迎红（1961年5月—），男，中华人民共和国外交官，曾任中华人民共和国驻摩尔多瓦共和国特命全权大使。

## 生平
1983年，进入中华人民共和国外交部工作，先后在外交部办公厅、常驻联合国代表团交替任职，后任外交部办公厅参赞，后升任外交部办公厅副主任。2000年，任驻英国大使馆参赞。2004年，回任外交部办公厅副主任。2015年8月，出任中华人民共和国驻摩尔多瓦大使。2021年9月，自驻摩尔多瓦大使离任。

## 家庭
已婚，有一子。